# Microsoft Excel
Microsoft Excel es un programa que permite editar hojas de cálculo desarrollada por Microsoft para Windows, macOS, Android y iOS. 
Cuenta con cálculos, gráficas, tablas calculares y un lenguaje de programación macro llamado Visual Basic para aplicaciones.  Ha sido una hoja de cálculo muy aplicada para estas plataformas, especialmente desde la versión 5 en 1993, y ha reemplazado a Lotus 1-2-3 como el estándar de la industria para las hojas de cálculo.  Excel forma parte de la suite de software Microsoft Office.

## Historia
Microsoft comercializó originalmente un programa para las hojas de cálculo llamado Multiplan en 1982
, que fue muy popular en los sistemas CP/M, pero en los sistemas MS-DOS perdió popularidad frente al Lotus 1-2-3. Microsoft publicó la primera versión de Excel para Mac en 1985, y la primera versión de Windows (numeradas 2-05 en línea con el Mac y con un paquete de tiempo de ejecución de entorno de Windows) en noviembre de 1987. 
| Año  | Versión           | Observaciones |
| ---- | ----------------- | --- |
| 1985 | Excel 1.0         | La primera versión de Excel se lanzó exclusivamente para Mac. Esto sigue siendo desconocido para muchos entusiastas de Excel y puede parecer un poco extraño. Microsoft había desarrollado un programa de hoja de cálculo anterior llamado Multiplan en 1982, que no tuvo éxito. Hasta 2016, las versiones de Excel para diferentes sistemas operativos tenían diferentes nombres. |
| 1989 | Excel 2.0         | La primera versión de Microsoft Excel para Windows se etiquetó como «2» para corresponder a la versión de Mac. Incluía una versión en tiempo de ejecución de Windows y en realidad era un puerto de Mac «Excel 2». |
| 1990 | Excel 3.0         | La siguiente versión agregó barras de herramientas, capacidades de dibujo, esquemas, compatibilidad con complementos, gráficos 3D y muchas más características nuevas |
| 1992 | Excel 4.0         | La versión 4 de Excel marcó la primera versión "popular". Incluía muchas funciones de usabilidad, como Autocompletar, que se introdujo por primera vez en esta versión. |
| 1993 | Excel 5.0         | La versión 5 de Excel marcó una actualización importante. Incluía libros de trabajo con hojas de trabajo múltiples y soporte para VisualBasic y Macros. Estas nuevas características hicieron que Excel se volviera más vulnerable a los ataques de virus de macro, que es algo que seguirá siendo un problema hasta la versión 2007. |
| 1995 | Excel 95 (7.0)    | Conocido como Excel 95, marcó la primera versión importante de 32 bits de Excel. Excel 5 también tenía una versión de 32 bits, sin embargo, debido a fallas de distribución, no se usó ampliamente. En cuanto a características, Excel 95 es muy similar a Excel 5. También puede preguntarse por qué no hay Excel 6. A partir de Excel 7, todas las aplicaciones de Microsoft Office implementaron el mismo número de versión y, por lo tanto, se cambió la numeración de la versión. |
| 1997 | Excel 97 (8.0)    | Esta versión presentaba una nueva interfaz para desarrolladores de Visual Basic, Formularios de usuario, validación de datos y mucho más. ¿Recuerdas a Clippy, el molesto asistente de oficina? Él también fue parte de esta versión. |
| 1999 | Excel 2000 (9.0)  | Las nuevas características incluyen el uso de HTML como formato de archivo nativo, una capacidad de «autorreparación», un portapapeles mejorado, gráficos dinámicos y formularios de usuario sin modo. |
| 2001 | Excel XP (10.0)   | Este es el primer Excel que forma parte de Office XP. La larga lista de funciones añadidas no aportó mucho valor al usuario medio. Una de las características más importantes fue la nueva función que le permite recuperar su trabajo en caso de que Excel se bloquee. Esta versión también cuenta con una pequeña cosa útil llamada tecnología de activación del producto (también conocida como protección contra copias), lo que significa que solo una computadora puede usar una copia del software. Debe considerar las ramificaciones de esto antes de decidir si actualizar. |
| 2003 | Excel 2003 (11.0) | Las nuevas características incluidas en esta versión fueron soporte mejorado para XML, una nueva característica de «rango de lista», mejoras de etiquetas inteligentes y funciones estadísticas corregidas. La mayoría de los usuarios no encontrarán que la actualización relacionada con los datos valga la pena. |
| 2007 | Excel 2007 (12.0) | Esta versión de Windows marcó algunos cambios importantes en Excel. Estos fueron la introducción de la interfaz Ribbon, junto con el cambio del formato de archivo de .xls a los ahora familiares .xlsx y .xlsm. Este cambio trajo una mayor seguridad a Excel ¿recuerda los problemas de virus de macro en versiones anteriores? Y permitió más almacenamiento de datos en filas (más de 1 millón). Las funciones de gráficos también se mejoraron en gran medida. Una parte triste de la actualización fue la eliminación de Clippy de Microsoft Excel, para alegría de algunos y aflicción de otros. |
| 2010 | Excel 2010 (14.0) | Las nuevas características de esta versión de Excel incluyen gráficos minigráficos, divisores de tablas dinámicas, un Solver actualizado y una versión de 64 bits. Quizás se pregunte por qué Microsoft decidió omitir la versión 13 e ir directamente con la 14; esto se debe a que 13 se considera un número desafortunado. |
| 2013 | Excel 2013 (15.0) | Esta versión marcó la llegada de más de 50 funciones nuevas, así como la interfaz de un solo documento recientemente introducida, gráficos recomendados y tablas dinámicas, y nuevas mejoras de gráficos. |
| 2016 | Excel 2016 (16.0) | A pesar de tratarse de diferentes versiones del software, desde este momento Excel para Mac y Windows han pasado bajo el mismo nombre. En caso de que también tenga una suscripción a Office 365, hay actualizaciones especiales de Internet disponibles para su Excel, que pueden cambiar significativamente su experiencia de usuario. Las versiones más antiguas y las compradas al por menor se enfrentan, por tanto, a una desventaja. Estas son algunas de las características recientemente agregadas en esta versión: Power Query deja de ser un complemento y se integra en Excel, histogramas (para visualizar la frecuencia en los datos), gráficos de Pareto (que muestran las tendencias de los datos) y PowerPivot, que permite la importación de niveles más altos de datos y viene con su propio idioma. |
| 2019 | Excel 2019 (17.0) | Tiene todas las características que tienen las versiones anteriores de Excel y más. Una de las nuevas incorporaciones más destacadas son los nuevos gráficos, que dan un nuevo giro a la presentación de datos. Los gráficos de mapa y los gráficos de embudo son solo algunos de los nuevos gráficos de presentación de datos que hacen que sus datos se vean bien y ordenados. También tiene la oportunidad de incluir imágenes en 3D en sus libros de trabajo. |
| 2021 | Excel 2021 (18.0) | Se integran funciones desarrolladas en el servicio de suscripción Microsoft 365, función XLOOKUP: ayuda a encontrar cosas en una tabla o rango por fila en una hoja de cálculo de Excel, LET: permite asignar nombres a los resultados del cálculo, XMATCH, busca un elemento en una matriz o rango de celdas. |

A principios de 1993 Excel se convirtió en el objetivo de una demanda por otra empresa que ya tenía a la venta un paquete de software llamado «Excel» en el sector financiero ya que era un producto muy competitivo en el mercado. Como resultado de la controversia, Microsoft estaba obligada a hacer referencia al programa como «Microsoft Excel» en todos sus comunicados de prensa oficiales y documentos jurídicos. Sin embargo, con el tiempo esta práctica ha sido ignorada, y Microsoft aclaró definitivamente la cuestión cuando se adquirió la marca del otro programa. 
Microsoft alentó el uso de las letras XL como abreviatura para el programa; el icono del programa en Windows todavía consiste en una estilizada combinación de las dos letras. La extensión de archivo por defecto del formato Excel puede ser .xls en versiones anteriores o iguales a Excel 2003 (11.0), .xlsx para libros de Excel regulares en versiones posteriores o iguales a Excel 2007 (12.0), .xlsm para libros de Excel preparados para macros en versiones posteriores o iguales a Excel 2007 (12.0) o  .xlsb para libros de Excel binarios en versiones posteriores o iguales a Excel 2007 (12.0).
Excel ofrece una interfaz de usuario ajustada a las principales características de las hojas de cálculo, en esencia manteniendo ciertas premisas que pueden encontrarse en la hoja de cálculo original, VisiCalc: el programa muestra las celdas organizadas en filas y columnas (intersección de las filas y columnas), y cada celda contiene datos o una fórmula, con referencias relativas, absolutas o mixtas a otras celdas.
Excel fue la primera hoja de cálculo que permitió al usuario definir la apariencia (las fuentes, atributos de carácter y celdas). También introdujo recomputación inteligente de celdas, donde celdas dependientes de otra celda que han sido modificadas, se actualizan al instante (programas de hoja de cálculo anterior recalculaban la totalidad de los datos todo el tiempo o esperaban para un comando específico del usuario). Excel tiene una amplia capacidad gráfica, y permite a los usuarios realizar, entre otras muchas aplicaciones, listados usados en combinación de correspondencia.
Cuando Microsoft primeramente empaquetó Microsoft Word y Microsoft PowerPoint en Microsoft Office en 1993, rediseñó las GUI de las aplicaciones para mayor coherencia con Excel, producto insignia de Microsoft en el momento.
Desde 1993, Excel ha incluido Visual Basic para Aplicaciones (VBA), un lenguaje de programación basado en Visual Basic, que añade la capacidad para automatizar tareas en Excel y para proporcionar funciones definidas por el usuario para su uso en las hojas de trabajo. VBA es una poderosa anexión a la aplicación que, en versiones posteriores, incluye un completo entorno de desarrollo integrado (IDE) conocido también como Editor de VBA. La grabación de macros puede producir código (VBA) para repetir las acciones del usuario, lo que permite la automatización de simples tareas. VBA permite la creación de formularios y controles en la hoja de trabajo para comunicarse con el usuario. Admite el uso del lenguaje (pero no la creación) de las DLL de ActiveX (COM); versiones posteriores añadieron soporte para los módulos de clase permitiendo el uso de técnicas de programación básicas orientadas a objetos.
La funcionalidad de la automatización proporcionada por VBA originó que Excel se convirtiera en un objetivo para virus en macros. Este fue un grave problema en el mundo corporativo hasta que los productos antivirus comenzaron a detectar estos virus. Microsoft tomó medidas tardíamente para mitigar este riesgo mediante la adición de la opción de deshabilitar la ejecución automática de las macros al abrir un archivo excel.

## Utilidad
Excel permite a los usuarios elaborar tablas y formatos que incluyan cálculos matemáticos mediante fórmulas; las cuales pueden usar «operadores matemáticos» como son: + (suma), - (resta), * (multiplicación), / (división),  ^ (potenciación), > (mayor),  < (menor), %(porcentaje), >=(mayor o igual que), <=(menor o igual que); además de poder utilizar elementos denominados «funciones» (especie de fórmulas, pre-configuradas) como por ejemplo: Suma, Promedio, Buscar, etc.

## Especificaciones, límites y problemas

### Especificaciones y límites
Las características, especificaciones y límites de Excel han variado considerablemente de versión en versión, exhibiendo cambios en su interfaz operativa y capacidades desde el lanzamiento de su versión 12.0 conocida como Excel 2007. Esto también ha hecho que las personas sientan una evolución positiva dentro del programa y dado a su usuario una mejor calidad y opción de hoja ya que tiene más de 15 tipos de estas. Se puede destacar que mejoró su límite de columnas ampliando la cantidad máxima de columnas por hoja de cálculo de 256 a 16 384 columnas. De la misma forma fue ampliado el límite máximo de filas por hoja de cálculo de 65 536 a 1 048 576 filas por hoja, dando un total de 17 179 869 184 celdas. Otras características también fueron ampliadas, tales como el número máximo de hojas de cálculo que es posible crear por libro que pasó de 256 a 1024 o la cantidad de memoria del PC que es posible emplear que creció de 1 GB a 2 GB soportando además la posibilidad de usar procesadores de varios núcleos.

### Problema de manejo de fechas anteriores a 1900
Uno de los problemas conocidos y relevantes de esta hoja de cálculo es el hecho de su «incapacidad para manejar fechas anteriores a 1900» (incluyendo versiones para Mac OS X), es decir, no puede manejar campos en formato de fecha anteriores a dicho año (como acontecimientos históricos). Este problema se ha venido presentando desde versiones más antiguas de16 bits, persistiendo aún en la versión actual. Y por eso se creó una nueva era de la tecnología donde todos los países lo usan o casi todos.

### Bug de multiplicación
El 25 de septiembre de 2007, se informó que la hoja de cálculo Excel 2007 mostraba resultados erróneos bajo ciertas condiciones. Particularmente para algunas parejas de números, para los que el producto sea 65 535 (tales como 850 y 77.1), Excel muestra como resultado de la operación 100 000. Esto ocurre con alrededor del 14.5 % de tales pares. Además, si se suma uno a este resultado Excel lo calcula como 100 001. No obstante, si se resta uno al resultado original, entonces muestra el valor correcto 65 534. (también si se multiplica o divide por 2, muestra los valores correctos 131 070 y 32 767,5, respectivamente).
Microsoft informó en el blog de Microsoft Excel, que el problema existe al mostrar seis puntos flotantes específicos entre 65.534,9995 y 65.535, y seis valores entre 65.535,99999999995 y 65.536 (no incluye los enteros). Cualquier cálculo realizado a celda es correcto, sólo el valor mostrado estaría errado. Sin embargo, en algunas instancias, como al redondear el valor con cero dígitos decimales, almacenará un valor incorrecto en memoria. Este error se introdujo con los cambios realizados a la lógica de información en pantalla de la versión 2007, y que no existe en las versiones anteriores. El 9 de octubre de 2007 Microsoft lanzó un parche para este bug. Este problema también queda subsanado con la instalación del Service Pack 1, y desapareció por completo en todas las versiones de Excel lanzadas al mercado posteriormente.